# Merseburgi ráolvasások

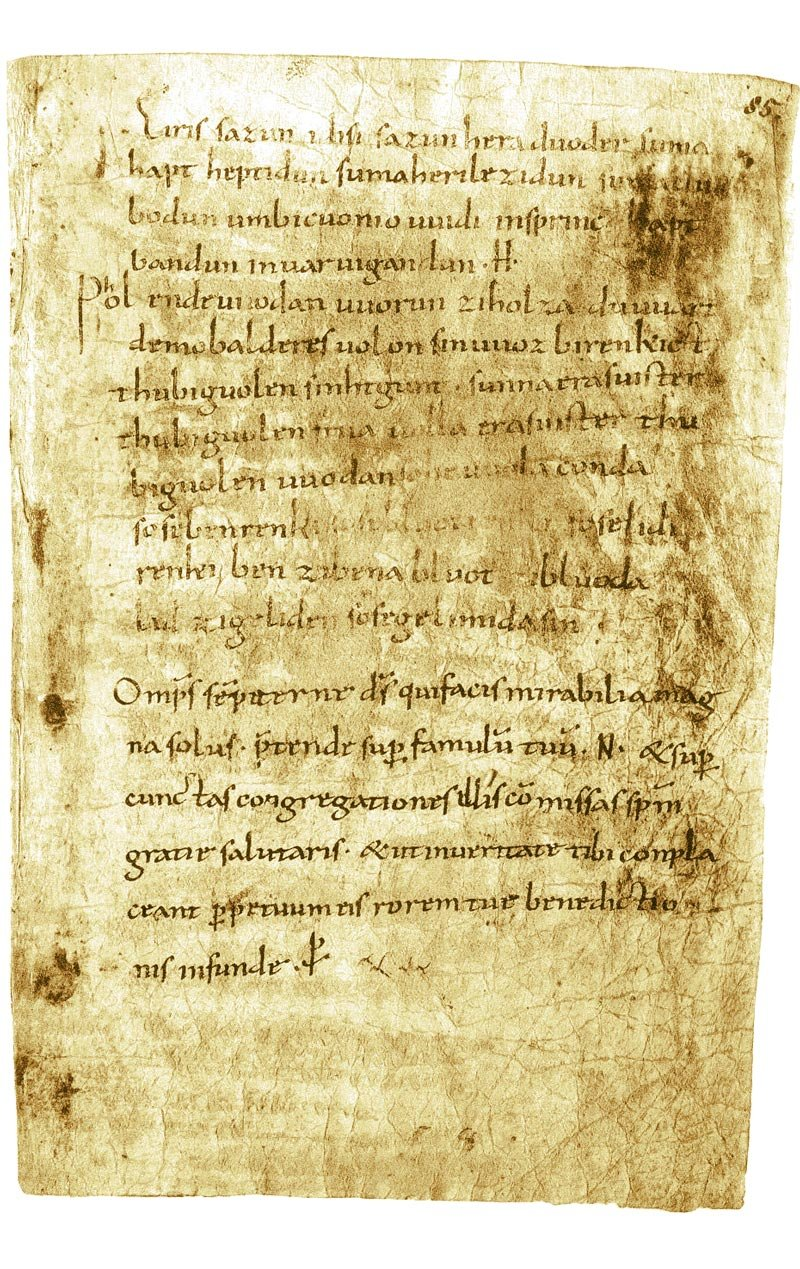
A kézirat eredetije

A merseburgi ráolvasásokat 1841-ben fedezte fel Georg Waitz a merseburgi dóm könyvtárában, egy 10. századi teológiai témájú kéziratban, amelyet Jacob Grimm 1842-ben megjegyzéseivel ellátva ki is adott. Az összesen két varázsformula ófelnémet nyelven került lejegyzésre, és kiemelkedő nyelvtörténeti jelentőségük a koruk mellett abban is rejlik, hogy tartalmukban még a kereszténység előtti germán mitológiát és vallásosságot tükrözik. Az első merseburgi ráolvasás ún. „oldóvarázslat”, amely hadifoglyok bilincseinek feloldását célozza, míg a második sérült vagy kibicsaklott lólábat hivatott gyógyítani.

## Az első ráolvasás
E. Sievers szerinti normalizált ortográfiával:
- Eiris sâzun idisi, sâzun hêra duoder. (A1 ; C2)
- suma haft heftidun, suma heri lêzidun, (C1 ; C2)
- suma clûbodun umbi cuniowidi: (C1 ; B1, o. C3)
- insprinc haftbandun, infar wîgandun. (aD1 ; aD1)

Mai német fordításban
- Einst saßen Idise, setzten sich hierher und dorthin.
- Einige hefteten Fesseln, einige reizten die Heere auf.
- Einige klaubten herum an den Volkesfesseln
- Entspringe den Haftbanden, entkomme den Feinden.

Magyar fordításban
- Ültek valah az idizek, ide s amoda ültek
- Néhányuk bilincset akasztott, néhányuk bőszítette a sereget
- Néhányuk szedegette a népek bilincsét
- Ugorj a ragaszkötélből, menekülj az ellenségtől

## A második ráolvasás
| Phôl ende Wuodan fuorun zi holza. (A1 ; A1) dû wart demo balderes folon sîn fuoz birenkit. (B2, o. B3 ; C2) thû biguol en Sinthgunt, Sunna era swister; (A3 ; A1) thû biguol en Frîja, Folla era swister; (A3 ; A1) thû biguol en Wuodan, sô hê wola conda: (A3 ; C2) sôse bênrenki, sôse bluotrenki, (C1 ; C1) sôse lidirenki: (C2) bên zi bêna, bluot zi bluoda, (A1 ; A1) lid zi geliden, sôse gelîmida sîn. (A1k ; B2) |  | Phol und Wodan begaben sich in den Wald Da wurde dem Fohlen des Herrn/Balders sein Fuß verrenkt Da besprach ihn Sinthgunt, die Schwester der Sunna Da besprach ihn Frija, die Schwester der Volla. Da besprach ihn Wodan, wie er es wohl konnte. So Beinrenkung, so Blutrenkung, so Gliedrenkung: Bein zu Bein, Blut zu Blut, Glied zu Glied, wie wenn sie geleimt wären |  | Phol és Wodan az erdőbe mentek Ott aztán az úr/Balder csikójának kibicsaklott a lába Ott aztán ráolvasott Sinthgunt, Sunna nővére Ott aztán ráolvasott Frija, Volla nővére Ott aztán ráolvasott Wodan, ahogy csak (ő) bírta Ahogyan bicsaklás, ahogy vérhúzódás Ahogy lábhúzódás Lábat lábhoz, vért vérhez, Tagot taghoz, mint ragasztva lennének. |